# O Imaginário

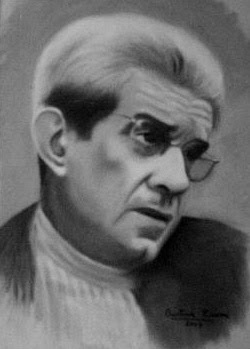
Ilustração de Jacques Lacan

O Imaginário (ou Ordem Imaginária) é um dos três termos da perspectiva psicanalítica de Jacques Lacan, junto com o Simbólico e o Real. Cada um dos três termos emergiu gradualmente ao longo do tempo, passando por uma evolução no próprio desenvolvimento do pensamento de Lacan. "Destes três termos, o imaginário foi o primeiro a aparecer, muito antes do Relatório de Roma de 1953... [quando a] noção de simbólico veio à tona". Na verdade, olhando para o seu desenvolvimento intelectual do ponto de vista da década de 1970, Lacan resumiu-o da seguinte forma:
"Comecei pelo Imaginário, depois tive que mastigar a história do Simbólico (...) e terminei divulgando para vocês esse famoso Real".
Assim, como expressam Hoens e Puth, "o trabalho de Lacan é frequentemente dividido em três períodos: o Imaginário (1936-1953), o Simbólico (1953-1963) e o Real (1963-1981)". Em relação ao primeiro, “Lacan considerava a imago como o estudo próprio da psicologia e a identificação como o processo psíquico fundamental. O imaginário era então a (...) dimensão das imagens, conscientes ou inconscientes, percebidas ou imaginadas”. Seria na década ou duas seguintes à entrega de Le stade du miroir em Marienbad, em 1936, que o conceito de Imaginário de Lacan foi mais plenamente articulado.

## A Ordem Imaginária
A base da ordem Imaginária é a formação do ego no estágio de espelho. Ao articular o ego desta forma, “a categoria do imaginário fornece a base teórica para uma polêmica de longa data contra a psicologia do ego” por parte de Lacan. Como o ego é formado pela identificação com a contraparte ou imagem especular, a identificação é um aspecto importante do imaginário. A relação, pela qual o ego é constituído pela identificação, é um locus de alienação — outra característica do imaginário — e é fundamentalmente narcisista: assim, Lacan escreveu sobre "as diferentes fases da identificação imaginária, narcisista e especular - os três adjetivos são equivalentes", que compõem a história do ego.
Se “o Imaginário, o Simbólico e o Real são uma trindade profana cujos membros poderiam facilmente ser chamados de Fraude, Ausência e Impossibilidade”, então o Imaginário, um reino de aparências superficiais que são inerentemente enganosas, é fraude.
Lacan também identifica o imaginário com o domínio intuitivo: "intuição, em outras palavras, o imaginário" (SXIII: 30/3/66), "o plano imaginário ou intuitivo" (SII: 18). "Tudo o que é intuitivo está muito mais próximo do imaginário do que do simbólico" (SII: 316). O imaginário é o domínio da compreensão, no sentido kantiano, onde se toma as coisas "como um todo" em vez de aos poucos[.]— Michael Lewis citando Lacan

## O corpo fragmentado
Para Lacan, a força motriz por trás da criação do ego como imagem espelhada foi a experiência anterior da fantasia do corpo fragmentado. "Lacan não era um kleiniano, embora tenha sido o primeiro na França... a decifrar e elogiar seu trabalho", mas "a fantasia ameaçadora e regressiva do corpo em pedaços (...) é explicitamente relacionada a posição paranoica de Lacan a Melanie Klein". A "fantasia específica de Klein (...) de que algo dentro da pessoa está tentando separá-la e torná-la morta por desmembramento"alimentou para Lacan "a sucessão de fantasias que se estende desde uma imagem corporal fragmentada (...) até a assunção da armadura de uma identidade alienante" — ao ego como identificação do outro, como fraude.

## O Simbólico
Com a crescente proeminência do Simbólico no pensamento de Lacan após 1953, o Imaginário passa a ser visto sob uma luz bastante diferente, conforme estruturado pela ordem simbólica. Ainda é verdade que “o corpo em pedaços encontra a sua unidade na imagem do outro (…) [ou] na sua própria imagem especular”, mas já não “a análise consiste na realização imaginária do sujeito (…) para torná-lo completo, este ego, para (...) ter definitivamente integrado todos os seus estados fragmentários desconexos, seus membros dispersos, suas fases pré-genitais, seus impulsos parciais". Em vez disso, “encontramos um guia além do imaginário, no nível do plano simbólico”.
Tornou-se também evidente que o imaginário envolve uma dimensão linguística: enquanto o significante é o fundamento do simbólico, o significado e a significação pertencem ao imaginário. Assim, a linguagem tem aspectos simbólicos e imaginários: “as próprias palavras podem sofrer lesões simbólicas e realizar atos imaginários dos quais o paciente é sujeito. (...) Desta forma, a fala pode tornar-se um objeto imaginário, ou mesmo real”.
Para o Lacan dos anos cinquenta, “toda a experiência analítica se desenrola, na articulação do imaginário e do simbólico”, sendo este último a chave central para o crescimento: "o objetivo na análise dos neuróticos é eliminar a interferência nas relações simbólicas criadas por relações imaginárias (...) dissipando identificações imaginárias". O Imaginário era o problema, o Simbólico a resposta, de modo que “todo um segmento da experiência analítica nada mais é do que a exploração de becos sem saída da experiência imaginária”. Assim, é “na desintegração da unidade imaginária constituída pelo ego que o sujeito encontra a matéria significativa dos seus sintomas”,a "crise de identidade (...) [quando] o sistema do falso eu se desintegra". 

## No Lacan posterior
Assim como a predominância inicial do Imaginário foi eclipsada após o Relatório de Roma, também no final da década de 1960 o Simbólico seria ofuscado pelo Real, pois "desse ponto em diante, Lacan minimiza o complexo de Édipo, visto como um complexo mítico — e tão imaginada — versão de organização inconsciente".
No entanto, Lacan ainda poderia afirmar que o "objetivo do meu ensino (...) é dissociar (...) o que pertence ao imaginário e (...) o que pertence ao simbólico". Nos nós borromeanos, ele considerou ter encontrado uma possível contrapartida topológica para as interconexões do Imaginário, do Simbólico e do Real. "O seminário de Lacan às vezes era pouco mais do que uma demonstração silenciosa das propriedades dos nós entrelaçados que ilustravam a imbricação do real, do simbólico e do imaginário".

## Cultura francesa
O uso do "adjetivo [imaginário] como substantivo pode (...) ser atribuído às obras do romancista André Gide (...) [e] provavelmente recebeu maior aceitação por L'Imaginaire [de Sartre]". Nas mãos de Lacan, o Imaginário chegou perto de ser uma máquina interpretativa onívora e colonizadora: assim, René Girard lamentou que "Para o lacaniano, tudo o que eu chamo de mimético deve corresponder a (…) capturé par l'imaginaire".
Com as tendências fisíparas pós-lacanianas de suas escolas, o termo talvez possa retornar à cultura geral, como quando o filósofo Gilles Deleuze (1972) define o imaginário “por jogos de espelhamento, de duplicação, de identificação e projeção invertidas, sempre no modo do duplo", ou quando Cornelius Castoriadis define o imaginário como a capacidade que os humanos têm de criar outras formas de existência individual e social.